# صلاحية للسكنى
الصلاحية للسكنى تشير إلى مدى ملاءمة البيئة لحياة الإنسان فيها. ثمة قوانين محلية تحدد صلاحية السكن عمومًا عندما يتعلق الأمر بالسكن. إذا كان السكن يتوافق مع تلك القوانين يقال أنه صالح للسكن. في البيئات القاسية مثل استكشاف الفضاء يجب أن تأخذ الصلاحية للسكنى بعين الاعتبار الضغوطات النفسية والاجتماعية، وذلك بسبب الطبيعة القاسية للبيئة.